# Dez Mona
Dez Mona is een Belgische band die aanvankelijk een combinatie speelde van jazz, gospel, drama en spirituals en later evolueerde naar een meer toegankelijk geluid dat als alternatieve pop omschreven wordt. Opvallende kenmerken zijn het grote stembereik van zanger Gregory Frateur (voormalig achtergrondzanger bij Daan) en het spel van contrabassist Nicolas Rombouts. De groep roept volgens zowel recensenten als luisteraars herinneringen op aan onder meer Nina Simone (waarvan de groep geregeld een nummer covert), Marianne Faithfull en Antony & The Johnsons, indien die ooit iets zouden doen met de nummers van Tom Waits.

## Ontstaan
Frateur en Rombouts treden voor het eerst samen op tijdens Recyclart in 2003. Niet lang hierna begonnen ze samen songs te schrijven en zo werd Dez Mona geboren. Die naam is afkomstig van het personage Desdemona, de ongelukkige vrouw van Othello uit het toneelstuk van Shakespeare. 
Hierna bouwt Dez Mona een reputatie op dankzij hun optredens. Mede om die reden is het de eerste band die in de Ancienne Belgique in Brussel optreedt zonder een album uit te hebben gebracht. Ze doen dit als voorprogramma van Zita Swoon en Mauro en voor een tribute voor de Virgin Prunes.

## Albums
Debuutalbum Pursued Sinners (2005) werd opgenomen in de Protestantse Kerk in Antwerpen met bijdragen van trompettist Sam Vloemans en accordeonist Roel Van Camp (DAAU). 
Voor de songs die uiteindelijk opvolger Moments Of Dejection Or Despondency (2007) vormden, werd een uitgebreidere en percussievere klank gezocht. Dez Mona wordt daarom uitgebreid met pianist Bram Weijters en drummer Steven Cassiers, die jazzy elementen aandragen, en Van Camp. De nieuwe nummers kunnen ook geclassificeerd worden als tango, chanson en klassiek. 
Het album Hilfe Kommt (2009) wordt geproduceerd door Rustin Man, oftewel Paul Webb van Talk Talk. Het vernieuwende is dan ook te vinden in het opnameproces (overdubs tegenover live), maar vooral in de toevoeging van twee nieuwe leden aan de groep, achtergrondzangeressen Laura Huysmans en Leen Diepedaele.
In 2011 maakt Dez Mona Sàga, samen met het barokensemble B.O.X. Sàga houdt het midden tussen een opera en een liederencyclus rond het thema 'thuiskomen'. Frateur en Rombouts schreven de nummers, maar de arrangementen ontstonden door een maakproces met alle muzikanten in deSingel, in Antwerpen, waar ook de première van Sàga plaatsvond. Voor de enscenering werd samengewerkt met ontwerpster Véronique Branquinho, die de kostuums bedacht, en lichtkunstenaar Jan Pauwels. Vanwege de vele samenwerkingen voor dit project, omschrijven de leden van Dez Mona Sàga  als een 'Gesammtkunstwerk'. In 2011 kwam Sàga ook als album uit.
Hierna volgde nog de albums A gentleman's agreement (2012), The Red Piece (2013), X - Live (2014), Origin (2015) en Book of Many (2019).

## Discografie

### Albums
| Album met hitnotering(en) in de Vlaamse Ultratop 200 albums | Datum van verschijnen | Datum van binnenkomst | Hoogste positie | Aantal weken | Opmerkingen |
| ----------------------------------------------------------- | --------------------- | --------------------- | --------------- | ------------ | ----------- |
| Pursued sinners                                             | 2005                  | -                     |                 |              |             |
| Moments of dejection or despondency                         | 2007                  | 04-03-2007            | 63              | 3            |             |
| Hilfe kommt                                                 | 06-07-2009            | 24-10-2009            | 17              | 6            |             |
| Sága                                                        | 26-09-2011            | 01-10-2011            | 33              | 7            |             |
| A gentleman's agreement                                     | 29-10-2012            | 03-11-2012            | 30              | 29           |             |
| X - Live                                                    | 17-03-2014            | 22-03-2014            | 42              | 6            |             |
| Origin                                                      | 28-08-2015            | 05-09-2015            | 15              | 11           |             |

### Singles
| Single met hitnotering(en) in de Vlaamse Ultratop 50 | Datum van verschijnen | Datum van binnenkomst | Hoogste positie | Aantal weken | Opmerkingen |
| ---------------------------------------------------- | --------------------- | --------------------- | --------------- | ------------ | ----------- |
| Suspicion                                            | 17-09-2012            | 03-11-2012            | tip51           | -            |             |
| A little bit of a dream                              | 21-01-2013            | 26-01-2013            | tip46           |              |             |
| Bohemian rebel                                       | 2015                  | 26-09-2015            | tip61           |              |             |